# یوبی‌بیت
یوبی‌بیت یک ضریبی از واحد بیت است که برای انبارش داده کامپیوتری استفاده می‌شود. پیشوند یوبی به معنی ۲۸۰ می‌باشد در نتیجه یک یوبی‌بیت، ۱٬۲۰۸٬۹۲۵٬۸۱۹٬۶۱۴٬۶۲۹٬۱۷۴٬۷۰۶٬۱۷۶ بیت خواهد بود. علامت یوبی‌بیت، Yibit است.
این واحد توسط کمیسیون الکتروتکنیکی بین‌المللی (آی‌ئی‌سی) ثبت شد و از طرف تمامی سازمان‌های اصلی مورد قبول واقع گردید. یوبی‌بیت طراحی شده بود تا جایگزین یوتابیت، به معنی ۱۰۲۴ بیت، شود.
۱ یوبی‌بیت = ۲۸۰ بیت = ۱۰۲۴ زبی‌بیت 
پیشوند یوبی یک تک‌واژ چندوجهی می‌باشد که از واژگان یوتا (سپتیلیون) و باینری (دودویی) مشتق شده است.
پیشوندهای دودویی و به تبع آن یوبی‌بیت جزو دستگاه بین‌المللی یکاها (آی‌اس‌کیو) هستند ولی در دستگاه بین‌المللی یکاها (اس‌آی) نیامده‌اند.